# La Mierla
La Mierla – gmina w Hiszpanii, w prowincji Guadalajara, w Kastylii-La Mancha, o powierzchni 19,82 km². W 2011 roku gmina liczyła 37 mieszkańców.